# Pyrausta obfuscata
Pyrausta obfuscata is een vlinder van de familie van de grasmotten (Crambidae). De wetenschappelijke naam van deze soort is voor het eerst voorgesteld als Phalaena obfuscata door Giovanni Antonio Scopoli in een publicatie uit 1763.

## Verspreiding
De soort komt voor in Midden- en Zuid-Europa waaronder België, Frankrijk, Spanje, Duitsland, Zwitserland, Oostenrijk, Tsjechië, Slowakije, Hongarije, Italië (vasteland en Sicilië), Slovenië, Kroatië, Bosnië & Herzegovina, Servië, Montenegro, Noord-Macedonië, Albanië, Roemenië, Bulgarije, Griekenland Europees-Rusland, de Krim, Turkije en Iran.

## Waardplanten
De rups leeft op Pentanema hirta en Inula conyzae (Asteraceae).